# Jeff Fahey
Jeffrey David "Jeff" Fahey (n. 29 noiembrie 1952) este un actor american de film și televiziune. Este cel mai cunoscut pentru rolul căpitanului Frank Lapidus din serialul ABC Naufragiații sau pentru rolul titular al Șerifului Winston MacBride din serialul The Marshal.

## Filmografie
- One Life to Live (1982–1985) (TV)
- Silverado (1985)
- The Execution of Raymond Graham (1985)
- The New Alfred Hitchcock Presents (1986) (TV)
- Psycho III (1986)
- Miami Vice (1986) (TV)
- Riot on 42nd St. (1987)
- Backfire (1988)
- Split Decisions (1988)
- The Serpent of Death (1989)
- True Blood (1989)
- Minnamurra (aka Wrangler) (1989)
- The Last of the Finest (1990)
- Impulse (1990)
- White Hunter Black Heart (1990)
- Curiosity Kills (1990)
- Parker Kane (1990)
- Iron Maze (1991)
- Body Parts (1991)
- The Lawnmower Man (1992)
- Sketch Artist (1992)
- Woman of Desire (1993)
- In the Company of Darkness (1993)
- The Hit List (1993)
- Blindsided (1993)
- Quick (1993)
- Freefall (1994)
- Wyatt Earp (1994)
- Temptation (1994)
- Sketch Artist II: Hands That See (1995)
- Virtual Seduction (1995)
- Serpent's Lair (1995)
- The Marshal (1995) (TV)
- Time Under Fire (1996)
- The Sweeper (1996)
- Darkman III: Die Darkman Die (1996)
- Every Woman's Dream (1996)
- Small Time (1996)
- Lethal Tender (1997)
- Catherine's Grove (1997)
- Perversions of Science (1997) (TV)
- Operation Delta Force (aka Great Soldiers) (1997)
- The Underground (1997)
- On the Line (1998)
- Extramarital (1998)
- Johnny 2.0 (1998)
- Detour (1998)
- Apocalypse II: Revelation (aka Revelation: The Book has Been Opened) (1999)
- Dazzle (1999)
- No Tomorrow (1999)
- The Seventh Scroll (1999)
- Time Served (1999)
- The Last Siege: Never Surrender (aka Hijack) (1999)
- When Justice Fails (1999)
- The Newcomers (2000)
- Spin Cycle (2000)
- Epicenter (2000)
- The Sculptress (2000)
- Choosing Matthias (2001)
- Outlaw (2001)
- Out There (2001)
- Cold Heart (2001)
- Nash Bridges (2001) (TV)
- Maniacts (2001)
- The Contract (2002)
- Inferno (aka California Firestorm) (2002)
- Blind Heat (2002)
- Unspeakable (2002)
- Fallen Angels (2002)
- Day of Redemption (2004)
- Killing Cupid (aka Warrior Or Assassin) (2004)
- Crossing Jordan (2004) (TV)
- No Witness (2004)
- Close Call (2004)
- Darkhunters (2004)
- Ghost Rock (2004)
- Corpses (2004)
- American Dreams (2004) (TV)
- Blue Demon (2004)
- Absolute Zero (2005)
- Icon (2005)
- Crimson Force (2005)
- Locusts: The 8th Plague (2005)
- Manticore (2005)
- The Hunt for Eagle One: Crash Point (2006)
- Scorpius Gigantus (2006)
- The Eden Formula (2006)
- Only the Brave (2006)
- Diablita (2007)
- Planet Terror (2007)
- Messages (2007)
- Psych (2008) (TV)
- The Cleaner (2008) (TV)
- Matchmaker Mary (2008)
- Criminal Minds (2008) (TV)
- Lost (2008–2010) (TV)
- Cold Case (2009) (TV)
- CSI: Miami (2009) (TV)
- Easy Rider: The Ride Back (2009)
- Bed and Breakfast (2010)
- Machete (2010)
- Terror Trap (2010)
- Law & Order: LA (2011) (TV)
- Chuck (2011) (TV)
- Marriage Retreat (2011)
- Workaholics (2011) (TV)
- Eldorado (2012)
- Common Law (2012) (TV) (Season 1, episode 10)
- Alien Tornado (2012) (TV)
- Revolution (2012) (TV)
- Hawaii Five-0  (Season 3, episode 12 "Kapu")

## Legături externe
- Jeff Fahey la Internet Movie Database
- Jeff Fahey la Allmovie
- Thespian net

[[Categorie:

]]